# Alejandro Urgellés
Alejandro Urgellés Guibot (Santiago di Cuba, 2 luglio 1951 – Santiago di Cuba, 16 ottobre 1984) è stato un cestista cubano.

## Carriera
Con Cuba ha disputato tre edizioni dei Giochi olimpici (Monaco 1972, Montréal 1976, Mosca 1980) e due dei Campionati mondiali (1970, 1974).

## Palmarès
- FIBA World Cup All-Tournament Teams: 1

1974